# Oliver Reed
Robert Oliver Reed (ur. 13 lutego 1938 w Wimbledonie, zm. 2 maja 1999 w Valletcie) – angielski aktor filmowy i telewizyjny.

## Życiorys

### Wczesne lata
Urodził się w południowo-zachodniej części Londynu, w Wimbledonie jako syn dziennikarza sportowego Petera Reeda i Marcii (z domu Napier-Andrews). Jego brat Oliver Simon Reed, został – podobnie jak ojciec – dziennikarzem sportowym, pracując dla British Eurosport. Był bratankiem reżysera filmowego sir Carola Reeda i wnukiem May Pinney Reed, rzekomej kochanki angielskiego aktora i menadżera teatralnego sir Herberta Beerbohma Tree (1852–1917). Twierdził, że był potomkiem Piotra I Wielkiego. Uczęszczał do Ewell Castle School w Ewell w hrabstwie Surrey. W 1956 służył w brytyjskiej Royal Army Medical Corps (RAMC).

### Kariera
W wieku 17 lat podjął pracę jako wykidajło w klubie nocnym Soho i trafił do komedii romantycznej Kena Annakina Stosunek jakości do ceny (Value for Money, 1955) z Dianą Dors, Joan Hickson, Leslie Phillipsem i Donaldem Pleasence. Potem znalazł się w filmie dokumentalnym Hello London (1958) z Sonją Henie, komedii wojennej The Square Peg (1958) z Richardem Marnerem, komedii Kapitańska tabela (The Captain’s Table, 1959) z Peggy Cummins i Nadią Gray, komediodramacie W górę i na dół (Upstairs and Downstairs, 1959) z Anne Heywood, Mylène Demongeot, Joan Sims i Claudią Cardinale, komedii Życie to cyrk (Life Is a Circus, 1960) oraz dramacie Beat Girl (1960) z Adamem Faith i Christopherem Lee. W dramacie Zmowa milczenia (The Angry Silence, 1960) z Richardem Attenborough wystąpił w roli Micka, w dramacie kryminalnym Liga dżentelmenów (The League of Gentlemen, 1960) z Jackiem Hawkinsem pojawił się jako baletmistrz, a także w serialach: Święty (The Saint, 1963-64) i R3 (1965) jako dr Richard Franklin.
Od roku 1960 związał się z wytwórnią Hammer Film Productions i często był obsadzany w epizodach filmów grozy. Można go było potem zobaczyć w filmach: Robin Hood z Sherwoodzkiego Lasu (Sword of Sherwood Forest, 1960) Terence’a Fishera, Fabryka nieśmiertelnych (The Damned, 1962) jako King, Piraci z rzeki krwi (The Pirates of Blood River, 1962) jako pirat Brocaire oraz Paranoja (Paranoiac, 1963) w roli psychotycznego bogacza Simona Ashby.
Był obsadzany w filmach Michaela Winnera: System (The System, 1964) z Jane Merrow, Żartownisie (The Jokers, 1967) z Michaelem Crawfordem, I’ll Never Forget What’s isname (1967) z Orsonem Wellesem, Oliver! (1968) w reż. swojego wuja, Hannibal Brooks (1969) jako Stephen ‘Hannibal’ Brooks, Wielki sen (The Big Sleep, 1978) z Robertem Mitchumem i Joan Collins oraz Sprawy ostateczne (Parting Shots, 1998) z udziałem piosenkarza Chrisa Rei.
Współpracę z Kenem Russellem rozpoczął na planie melodramatu Zakochane kobiety (Women in Love, 1969) z Glendą Jackson i Alanem Batesem w pamiętnej scenie zapasów, a potem były Diabły (The Devils, 1971) w roli księdza Grandiera, Mahler (1974) jako konduktor pociągu z Robertem Powellem, Lisztomania (1975), Tommy (1975) oraz telewizyjny dramat biograficzny HBO Więźniowie honoru (Prisoner of Honor, 1991) jako generał de Boisdeffre.
W latach 70. znalazł się w obsadzie m.in.: thrillera science fiction Z.P.G. (1972) z Geraldine Chaplin, dramatu Michaela Apteda The Triple Echo (1972) wg powieści H. E. Batesa jako sierżant oraz włoskiego dramatu Rewolwer (Revolver, 1973) Sergio Sollimy, dramacie Richarda Lestera Fałszywy król (Royal Flash, 1975) w roli Ottona von Bismarcka, familijnym filmie przygodowym Książę i żebrak (Crossed Swords, 1977) wg powieści Marka Twaina w reż. Richarda Fleischera oraz Potomstwo (The Brood, 1979) Davida Cronenberga.
Trzykrotnie wcielił się w postać Atosa w kostiumowych filmach o muszkieterach wg powieści Aleksandra Dumasa wyreżyserowanych przez Richarda Lestera: Trzej muszkieterowie (The Three Musketeers, 1973), Czterej muszkieterowie (The Four Musketeers, 1974) i Powrót muszkieterów (The Return of the Musketeers, 1989).
Kreacja doktora Henry’ego Heckyla i Pana Hype w komedii Dr Heckyl and Mr. Hype (1980) z Hertą Ware przyniosła jemu nagrodę dla najlepszego aktora na Fantafestival w Rzymie. W latach 80. zagrał w filmach: Lew pustyni (Lion of the Desert, 1981) u boku Anthony’ego Quinna i Irene Papas, Jad (Venom, 1983) z Klausem Kinskim, Spazmy (Spasms, 1983) z Peterem Fondą, W swoim rodzaju (Two of a Kind, 1983) u boku Johna Travolty i Olivii Newton-John, Dragonard (1987) z Earthą Kitt oraz Castaway (1986) Nicolasa Roega, gdzie jako londyński dziennikarz Time Out Gerald Kingsland, poszukiwał kobiety, która spędziłaby z nim rok na bezludnej wyspie.
Po udziale w ekranizacji opowiadania Edgara Allana Poego Zagłada domu Usherów (The House of Usher, 1988), zagrał Vulcana w adaptacji powieści Rudolfa Ericha Raspe i Gottfrieda Augusta Bürgera Przygody barona Munchausena (The Adventures of Baron Munchausen, 1989) Terry’ego Gilliama, telewizyjnej adaptacji powieści Roberta Louisa Stevensona Wyspa skarbów (Treasure Island, 1990) z Charltonem Hestonem i Christianem Balem jako kapitan Billy Bones, komedii Umrzeć ze śmiechu (Funny Bones, 1995) z Oliverem Plattem oraz telewizyjnym dramacie biblijnym Jeremiasz (Geremia, 1998) Herry’ego Winera w roli generała Safana. Jego ostatnią rolą był handlarz niewolnikami Proximo w kostiumowym dramacie historycznym Ridleya Scotta Gladiator (2000).

## Życie prywatne
2 stycznia 1960 ożenił się z Kate Byrne, z którą miał syna Marka. 16 kwietnia 1969 doszło do rozwodu. Ze związku z tancerką Jacquie Daryl miał córkę Sarah. 7 września 1985 poślubił Josephine Burge. Małżeństwo przetrwało aż do jego śmierci.
Zmarł 2 maja 1999 w Valletcie w lokalu The Pub na Malcie na atak serca w wieku 61 lat, podczas kręcenia filmu Gladiator. Z tego powodu do nakręcenia kilku scen z jego udziałem trzeba było użyć komputerowych efektów specjalnych. Do sceny jego śmierci (Shadows and Dust) wykorzystano ponownie ujęcie, kiedy Maximus (Russell Crowe) wychodzi walczyć z Tygrysem Galii (Sven-Ole Thorsen). W pierwotnym scenariuszu filmu postać Proximo, grana przez Reeda, miała przeżyć.

## Filmografia
- 1959: Trzeci człowiek (The Third Man) jako Theodore
- 1961: The Curse of the Werewolf jako Leon Corledo / wilkołak
- 1963: Święty (The Saint) jako Joe Catelli (sezon 2, odc. 9)
- 1964: Trzeci człowiek (The Third Man) jako Pepi
- 1964: Święty (The Saint) jako Aristides Koralis (sezon 2, odc. 24)
- 1968: Oliver! jako Bill Sikes
- 1969: Zakochane kobiety (Women in Love) jako Gerald Crich
- 1971: Diabły (The Devils) jako Urbain Grandier
- 1971: Polowanie (The Hunting Party) jako Frank Calder
- 1973: Trzej muszkieterowie (The Three Musketeers) jako Atos
- 1974: Czterej muszkieterowie (The Four Musketeers) jako Atos
- 1975: Tommy jako Frank Hobbs
- 1977: Książę i żebrak jako Miles Hendon
- 1981: Jad jako  Averconnelly
- 1981: Lew pustyni (Lion of the Desert) jako gen. Rodolfo Graziani
- 1983: Żądło II (The Sting II) jako Doyle Lonnegan
- 1985: Krzysztof Kolumb jako Martin Pinzon
- 1989: Przygody barona Munchausena (The Adventures of Baron Munchausen) jako Wulkan
- 1989: Powrót muszkieterów (The Return of the Musketeers) jako Atos
- 1990: Hired to Kill jako Michael Bartos
- 1996: Skandalista Larry Flynt (The People vs. Larry Flynt) jako Rhodes
- 1998: Jeremiasz jako generał Safan
- 2000: Gladiator jako Proximo